# Petrovka (Gorxétxnoie)
Petrovka (en rus: Петровка) és un poble de l'óblast de Kursk, a Rússia, que en el cens del 2010 tenia 123 habitants. Pertany al districte rural de Gorxétxnoie.